# Kuranda Scenic Railway
| Bahnhof Kuranda |                   |                                |                                |
| Kuranda Scenic Railway |                   |                                |                                |
| Streckenlänge: | 37 km             |                                |                                |
| Spurweite: | 1067 mm (Kapspur) |                                |                                |
| |                   |                                |                                |
| Quelle:\| \| 0,00 \| Cairns \| Cairns \| \| \| 11,60 \| Redlynch Railway Station \| Redlynch Railway Station \| \| \| 23,15 \| Stoney Creek Station \| Stoney Creek Station \| \| \| 27,72 \| Bridge 42 \| Bridge 42 \| \| \| 28,70 \| Surprise Creek Bridge \| Surprise Creek Bridge \| \| \| 29,23 \| Christmas Creek Bridge \| Christmas Creek Bridge \| \| \| 30,65-30,82 \| Ascent to Barron Falls Station \| Ascent to Barron Falls Station \| \| \| 33,23 \| Kuranda Station \| Kuranda Station \| |                   |                                |                                |
| Bahnhof | 0,00              | Cairns                         | Cairns                         |
| Bahnhof | 11,60             | Redlynch Railway Station       | Redlynch Railway Station       |
| Haltepunkt / Haltestelle | 23,15             | Stoney Creek Station           | Stoney Creek Station           |
| Brücke | 27,72             | Bridge 42                      | Bridge 42                      |
| Brücke über Wasserlauf | 28,70             | Surprise Creek Bridge          | Surprise Creek Bridge          |
| Brücke über Wasserlauf | 29,23             | Christmas Creek Bridge         | Christmas Creek Bridge         |
| Strecke | 30,65-30,82       | Ascent to Barron Falls Station | Ascent to Barron Falls Station |
| Bahnhof | 33,23             | Kuranda Station                | Kuranda Station                |

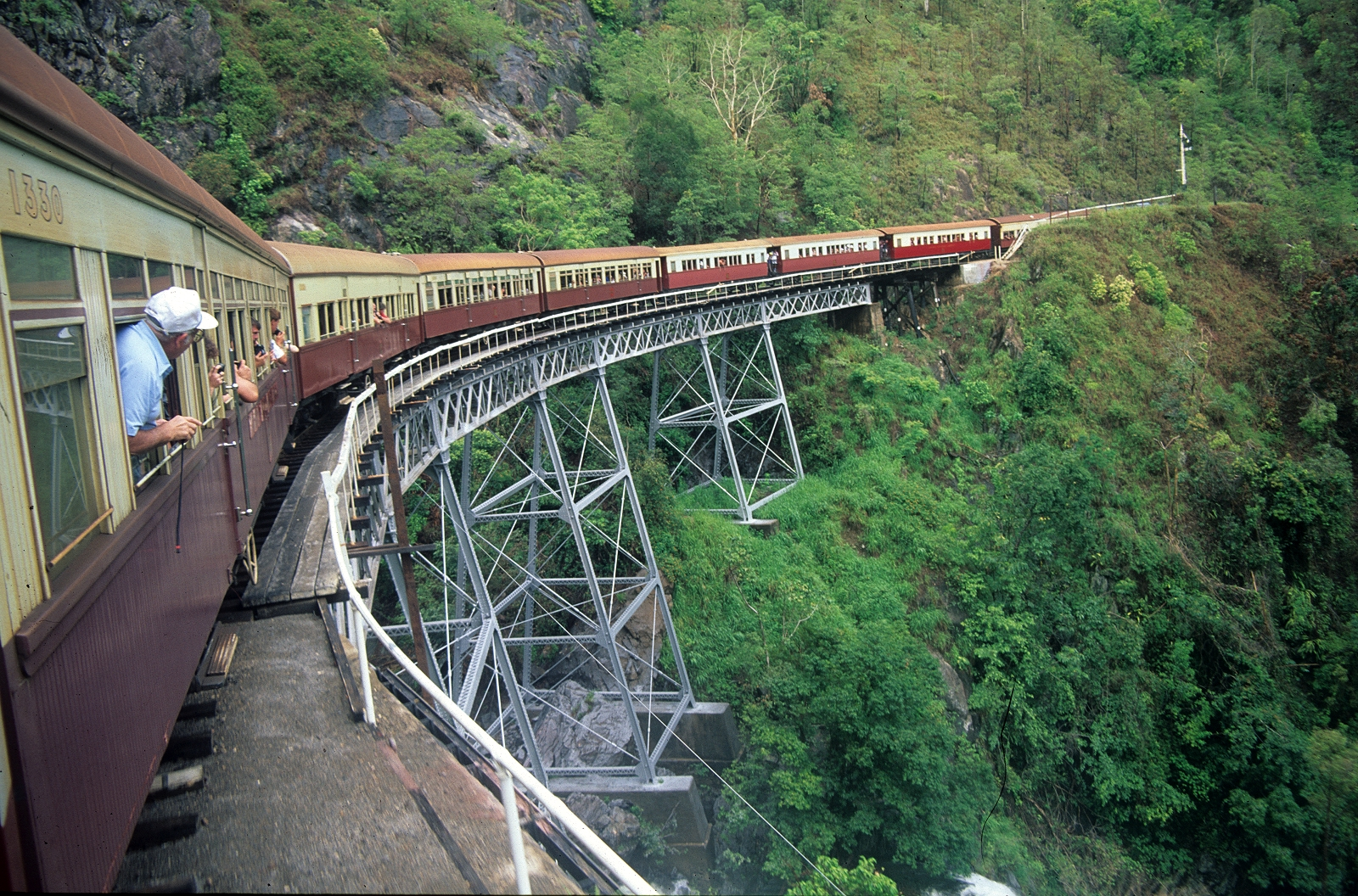
Kuranda Scenic Railway auf einer Brücke

Die Kuranda Scenic Railway führt im australischen Queensland von Cairns nach Kuranda.

## Geographie
Die Strecke ist 37 km lang und bewältigt einen Höhenunterschied von 328 m. Sie schlängelt sich in Serpentinen auf die Macalister Range und wird vor allem touristisch genutzt. Die Bahn fährt durch Stratford und hält in Freshwater und Redlynch, bevor sie in Kuranda ankommt. Die Fahrt dauert jeweils 1¾ Stunden bergauf oder bergab, einschließlich eines kurzen Aufenthalts an den Wasserfällen. Die Strecke wird noch für den Güterverkehr und von The Savannahlander genutzt.

## Sehenswürdigkeiten
Die tropischen Gärten am Bahnhof von Kuranda sind eine weithin bekannte Sehenswürdigkeit. Vom Bahnhof führt ein kurzer Fußweg in die Stadt, in der es einen Zoo, Märkte, eine Schmetterlingsvoliere und Kunstgalerien mit Kunsthandwerk der Aborigines gibt. Etwas unterhalb führt die Bahnlinie durch den Barron-Gorge-Nationalpark. Der Touristenzug stoppt an einem Aussichtspunkt, von dem man die Barron Falls genannten Wasserfälle sehen kann. Einige kleinere Wasserfälle einschließlich der Stoney Creek Falls sind nur wenige Meter vom Gleis entfernt. Im Bahnhof von Freshwater gibt es ein Informationszentrum, einen Andenkenladen und in einem historischen Eisenbahnwagen ein Café. Während der Zugreise ist über Lautsprecher ein informativer Kommentar über den Bau der Eisenbahn zu hören. Es gibt auch Kombitickets, bei denen die An- oder Abreise mit der Skyrail Rainforest Cableway durchgeführt wird.

## Geschichte

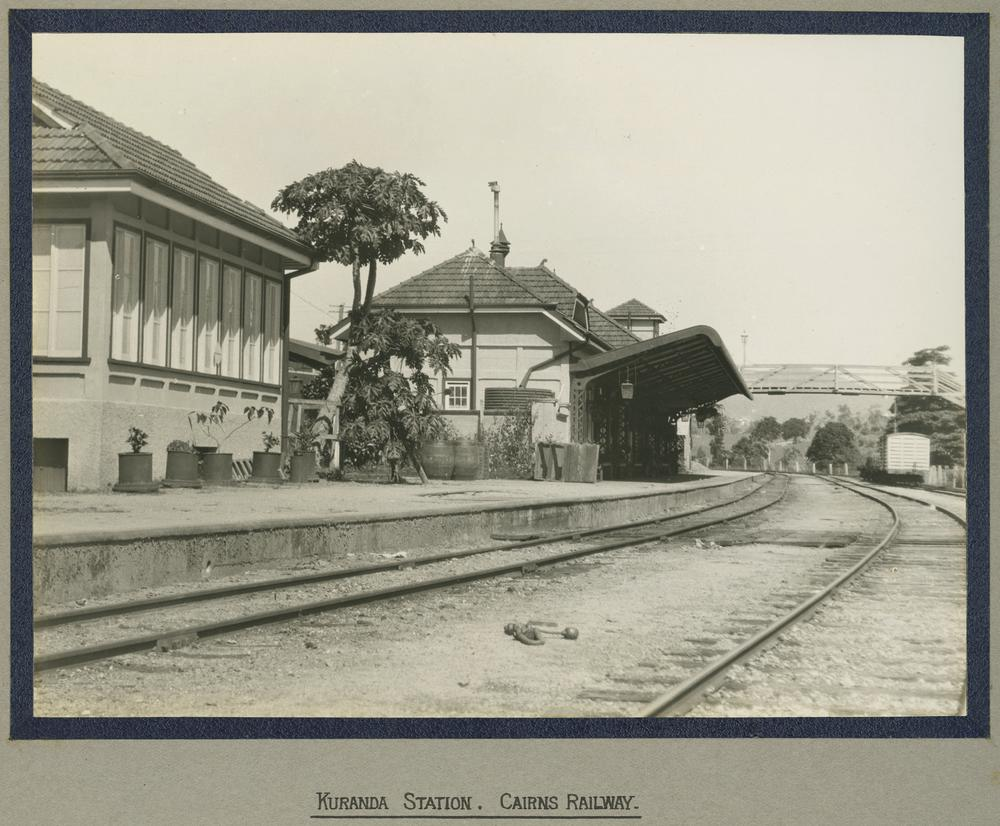
Bahnhof Kuranda im Jahre 1924

Der erste Spatenstich für den Bau der Bahnlinie war am 10. Mai 1882. Der Bau der 15 Tunnel und 37 Brücken kostete mindestens 23 Menschenleben. Drei Millionen Kubikmeter Erde mussten während des Baus bewegt werden. Die Bahnlinie wurde 1891 bis Kuranda fertiggestellt. Der Personenverkehr begann am 25. Juni 1891.
Die ersten Touristenzüge fuhren ab 1936 mit längs angeordneten Sitzreihen in vier Wagen. 1995 mussten nach einem Steinschlag aufwändige Reparaturen am Bahngleis durchgeführt werden. Am 26. März 2010 entgleiste ein Zug durch einen Erdrutsch, wobei fünf der 250 Fahrgäste verletzt wurden. Die Strecke wurde daraufhin bis 7. Mai 2010 geschlossen, um ein geotechnisches Gutachten zu erstellen und eine Risikobeurteilung durchzuführen.

## Rollmaterial
In den Wagen sind viele Bilder vom Bau der Bahnlinie. Es gibt zwei Wagen der Gold-Klasse, in denen während der kurzen Reise Erfrischungen und Snacks gereicht werden. Die Wagen sind rustikal und sind im angenäherten Ursprungszustand restauriert. Obwohl die roten Ledersitze der Gold-Klasse ziemlich heiß werden und es nur wenig Luftzug in den Wagen gibt, sind die Wagen sehr eindrucksvoll.